# 通信系统

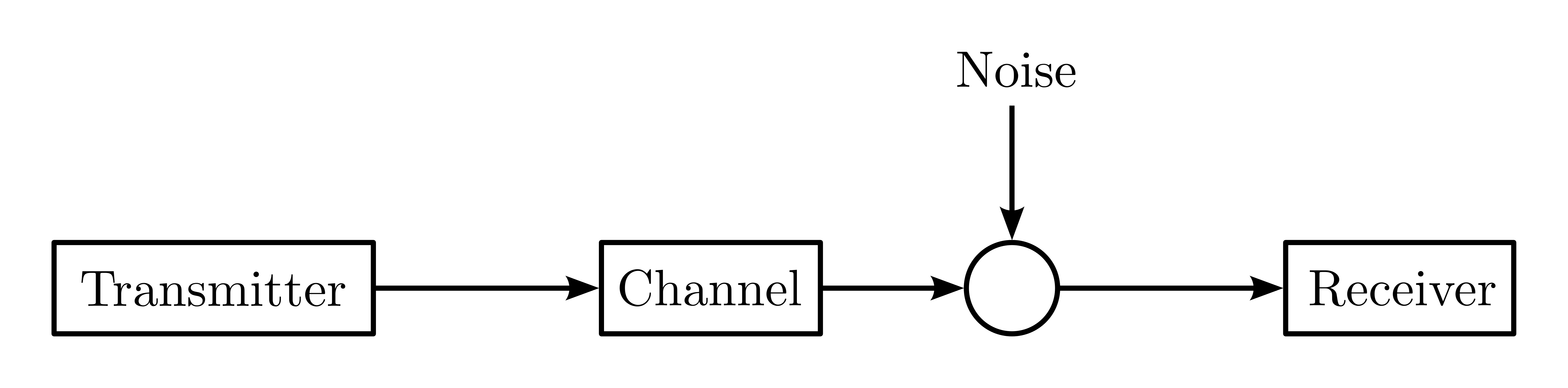
通信系统简化模型

在電信領域、通信系统由獨立通信網絡、傳輸系統、中繼站、支線站和數據終端設備(DTE)組成，通常能夠相互連接，形成一個整體的。通信系統的各組成部分為共同的目標服務，在技術上相互兼容，使用共用的流程，對控制與操作協同響應。
電信通信是通信方式的一種（例如，體育廣播，大眾媒體，新聞，等等。）。通信是使用互相理解的符號和符號學規則從，將準備好的信息，從一個實體傳送到另一個實體的過程。

## 类型

### 按照介质分类
光通信 系统，是指使用 光作为传输媒介的任意形式的通信。设备包括一个发射器，将信息编码成一个光信号，一个通信信道，携带的信号从发射端到其目标，和一个接收器，从收到的光信号中反编码出信息。光纤通信系统通过光学纤维发送的光将信息从一个地方发送到另一个地方。光形成载波信号，经过调制后的载波信号，携带信息。
无线电通信系统由若干个子通信系统组成，这些子系统拥有与外部通信的能力。 无线电通信系统包括，一个发射导体，在该发射导体中形成电振荡 或电流，该导体被布置成能够使这样的电流或振荡，通过自由空间介质（真空），从一处传播到另处，以及一个接收导体 ，接收导体用于接受被发射端传播过来的点振荡或电流。
电力线通信系统的工作原理是将调制后的载波载传输到电线上。不同类型的电力线通信系统根据所使用的电力线的信号传输特点，使用不同的频带。 由于电力线系统最初是用于传输的交流电源的，因此电力线系统在进行更高的频率的传输时，能力有限。传播问题（损耗）是为每种类型的电线通信的限制因素。

### 按照技术分类
双工系统是一个系统有两个连接方或设备，可以在两个方向上进行相互通信（就是可以实现同时上传与下载）。双工一词用于描述的两方或设备之间的通信。几乎所有的通讯网络都采用了双工系统，以允许两个连接方之间的通信可以「双向来往」，也可以为设备监测和远程等操作提供「反馈连接」。
天线是一个小型的导体，用于辐射或接收电磁波。
作为一个转换设备使用。在发射端，将高频率电流转换成电磁波。在接收端，它把电磁波转换成电信号，输送到接收器的输入端。许多不同种类的天线被应用于通信之中。
举例来说，国防通讯系统（DCS）就是一种通信子系统。

### 实例：按照技术分类
- 电话
- 移动电话
- 电报
- 爱迪生电报
- 有线电视
- 计算机

### 按照應用領域分類
戰術通信系統是指：
1. 在戰術部隊內部使用，或用於直接保障戰術部隊
2. 滿足不斷變化的戰術要求，適應變化的環境條件
3. 提供保障安全的通信，例如語音、數據和視頻，以便於戰術部隊進行指揮和控制
4. 通常需要在極短的時間內安裝，通常為幾小時，以便滿足頻繁移動的要求

緊急通信系統以支持個人和個人群體之間的緊急信息雙向通信為主要目的而組織的任何系統（通常以電腦（計算機）為基礎）。這些系統通常是為了整合各種通信技術之間的信息交叉通信而設計的。
自動電話分銷商(ACD)也是一種通信系統，該系統可以自動排隊、分配和連接呼叫者與處理者。通常用於客戶服務（如處理產品或服務投訴）、電話訂購（如在售票處）或協調服務（如在空中交通管制中）。
語音通信控制系統(VCCS)本質上也是一種ACD，它的特點使其更適合在緊急情況下使用（無需等待撥號音或長時間的錄音通知，廣播和電話線同樣容易連接，單獨的線路可立即接入等）。

## 关键组成部分

### 信號源
信號源可分為電信號或非電信號；它們是信息或輸入信號的源頭。信號源的例子包括但不限於以下幾種：
- 音頻文件(MP3、WAV、etc...)
- 圖形圖像的文件(GIF)
- 電子郵件
- 人的聲音
- 電視畫面
- 電磁波

### 輸入傳感器（傳感器）
傳感器，如麥克風和攝影機，捕捉非電源，如聲音和光（分別），並將其轉換為電信號。這些類型的傳感器在現代模擬和數字通信系統中被稱為輸入傳感器。如果沒有輸入傳感器，就無法將非電信號源或信號進行遠距離傳輸，也就是說，當距離很遠時，人類只能依靠自己的眼睛和耳朵去看和聽。
其他的例子輸入傳感器包括：
- 麥克風
- 攝像機
- 攝影機
- 照相機
- 鍵盤（見電腦（計算機）外圍設備）
- 滑鼠（見電腦（計算機）外圍設備）
- 掃描機
- 力傳感器
- 加速度計

### 發射機
一旦源信號被轉換為電信號，發射機將對該信號進行加工，以實現高效信息傳輸。為了做到這一點，信號必須通過一個包含以下部件的電子電路：
1. 噪聲過濾器
2. 類比（模擬）數位（數字）轉換器（即A/D轉換器）
3. 編碼器
4. 調製器
5. 信號放大器

信號經過放大後，就可以進行傳輸了。電路的末端是天線，信號以電磁波（或電磁輻射）的形式釋放出來。

### 通信信道
通信通道簡單來說就是指信號的傳播媒介。電信號的傳播介質有兩種類型，即導向和非導向。導向介質是指任何可以通過連接電纜從發射機到接收機的介質。在光纖通信中，介質是一種光（玻璃狀）光纖。其他的引導介質可能包括同軸電纜、電話線、雙絞線等。另一種類型的介質，即非導向通信，指的是在發射機和接收機之間形成空間的任何通信通道。對於無線電或射頻通信，其介質是空氣。在射頻通信中，空氣是發射機和接收機之間的唯一介質，而在其他情況下，如聲納，介質通常是水，因為聲波能有效地通過某些液體介質。這兩種類型的介質都被認為是無引導的，因為在發射機和接收器之間沒有連接電纜。通信通道幾乎包括了從空間真空到固體金屬片的所有介質；然而，有些介質比其他介質更受青睞。這是因為不同的信號源通過主觀的媒介傳播，其效率不穩定。

### 接收器
信號一旦通過通信信道，必須由接收器有效地捕獲。接收器的目標是捕獲並重建在通過發送器（即A/D轉換器、調製器和編碼器）之前的信號。實現方法是將「接收到的」信號通過另一個包含以下組件的電路：
1. 噪聲過濾器
2. 數位（數字）類比（模擬）轉換器（即D/A轉換器）
3. 解碼器
4. 解調器
5. 信號放大器

最有可能發生的情況是，信號在通過通信信道或介質後會失去一些能量。當模擬信號轉換為數位訊號後，我們通過信號放大器來提升接收到的信號的能量進行補償。

### 輸出換能器
輸出換能器只是將電信號（由輸入換能器產生的）轉換為原始形式。輸出換能器的例子包括但不限於以下幾種：
- 揚聲器（喇叭、音響）（聲音）（見計算機外圍設備）
- 顯示器（螢幕）（影像）（見計算機外圍設備）
- 列印機、印表機
- 馬達（運動）

### 其他
一些常見的輸入和輸出傳感器包括：
1. 麥克風和揚聲器（音頻信號）
2. 滑鼠和鍵盤
3. 照相機、攝影機和攝像機
4. 顯示器和液晶顯示器(LCD)（視頻信號）
5. 力傳感器（按鈕）、燈或電機

同樣，輸入傳感器將非電信號，如聲音等非電信號轉換為電信號，這樣就可以遠距離高速傳輸信號。輸出傳感器將電信號轉換為聲音或圖像等。有許多不同類型的傳感器，其組合是無限的。

## 参阅
- 自动电话分销商

## 註腳
1. ↑  Schwartz, M., Bennett, W. R., & Stein, S. (1996). Communication systems and techniques. New York: IEEE Press.
2. ↑  Rappaport, T. S. (1996). Wireless communications: principles and practice. Upper Saddle River, N.J.: Prentice Hall PTR.
3. ↑  Radio Communications System （页面存档备份，存于） (RCS) www.fas.org/man/dod-101/sys/ship/weaps/radio.htm
4. ↑  John Stone Stone, 美國專利第726,368号
5. ↑  John Stone Stone, 美國專利第577,214号
6. ↑  John Stone Stone, 美國專利第717,512号
7. ↑  Nikola Tesla, 美國專利第649,621号
8. ↑  Nikola Tesla, 美國專利第787,412号
9. ↑  John Stone Stone, 美國專利第714,756号
10. ↑  John Stone Stone, 美國專利第716,955号